# زكي عثمان
زكي عثمان ولد بقرية الرزيقات مركز أرمنت محافظة قنا في 1 فبراير 1953 م. كان والده إنسانا بسيطا متدينا لديه أربع أولاد وثلاث بنات. عندما بلغ زكي عثمان عامان ونص العام اصيب بحمى شديدة في الجسم ادت إلى اصابته بشلل الأطفال وفقدان البصر. وكان شغل الاهل الشاغل هو علاجه، فكانت حياته مركزة على زيارة الاطباء الذين اجمعوا على انه لا علاج له ولن يشفى من حالته.

## دراسته
لم يلتحق بالمدرسة لكونه ضريرا كسيحا لكن اهله الحقوه ب الكتاب وكان يتلقى دروسا في القران الكريم على يد أحد المشايخ ويحفظه. وظل حبيس البيت حتى بلغ السادسة عشر من عمره وخلال هذه الفترة كان يراجع القران ويثبت حفظه، وكان الراديو صديقه الدائم وأنيسه طوال هذة الفترة ف تعلم منه الثقافة والاقتصاد والتربية وكان يسمع مسلسل (الايام) ل طه حسين ويتمنى لو يكون مثله وقراله قصة الجذور أي ان شخصا اخر قراءه له وهو ينصت بكل ماعنده من حواس، وكان من احلامه ان يكون خطيبا واماما وواعظا، وتعلم من الراديو اللغة الإنجليزية واتقنها، وعندما بلغ السادسة عشر دخل المدرسة وبدا من الصف الأول الاعدادي مباشرة في معهد عثمان ماهرواستثني من الابتدائية لحفظه القران الكريم، ومن ثم التحق ب معهد القاهرة الثانوي ومكث هناك اربع سنوات وكان يذهب إلى المدرسة اما محمولا على الاكتاف أو زاحفا على الأرض في الصيف والشتاء، ثم التحق ب كلية اصول الدين ثم عين في وزارة الأوقاف لمدة سبع سنوات من عام 1980 م إلى عام 1987 م ولم يكتف بذلك..
لكن الطفل الذي تمنى الأهل والأقارب موته استفزته هذه النظرة؛ لما بدأ يعقل ما يدور حوله، فقرر أن يتحول من شخص غير مرغوب إلى مصدر فخر لأسرته، وبالفعل وجد زكي ضالته في التعلم، حيث لم يجد وسيلة يذهب بها للمدرسة، إلا الحبو على قدميه ويديه، حتى أصبح أستاذ الثقافة الإسلامية بكلية الدعوة جامعة الأزهر.

## شهاداته
حصل الدكتور زكي عثمان على 2 ليسانس اولهما ليسانس الدعوة والثقافة الإسلامية عام 1979 م، والتاثي ليسانس التفسير عام 1983م، ثم حصل على الماجستير عام 1986م بتقدير جيد جدا وكان الموضوعمنهاج الإسلام في التنمية الاقتصادية وعين مدرسا مساعدا في كلية الدعوة وسجل الدكتوراه وحصل عليها عام 1989م في موضوع الدعوة الإسلامية في القرن السادس الهجري بتقدير ممتاز مع مرتبة الشرف الأولى.كما أصبح متحدثا في الإذاعة، وتدرج وظيفيا إلى ان وصل لوظيفة رئيس قسم الثقافة الإسلامية بالكلية.

## مؤلفاته
الف الدكتور زكي عثمان أكثر من أربعة وعشرين مؤلفا في الدعوة والتفسير والثقافة والاجتماع، واشرف على أكثر من سبع عشرة رسالة دكتوراه منها: 
- منهج الإسلام في تحقيق الأمن.
- أسباب الإرهاب ومظاهر علاجه.
- عوامل التفكك الاسري.
- مجلة البيان ودورها في نشر الثقافة الإسلامية.
- ذوو الاحتياجات الخاصة وموقف الإسلام منهم.

## وفاته
توفي الدكتور زكي عثمان في 30 يناير 2015 . عن عمر يناهز 62عاما